# Rękowice
Rękowice (prononciation : [rɛŋkɔˈvit͡sɛ]) est un village polonais de la gmina de Magnuszew dans le powiat de Kozienice de la voïvodie de Mazovie dans le centre-est de la Pologne.
Il se situe à environ 9 kilomètres au nord-ouest de Magnuszew (siège de la gmina), 33 kilomètres au nord-ouest de Kozienice (siège du powiat) et à 48 kilomètres au sud-est de Varsovie (capitale de la Pologne).
Le village possède approximativement une population de 140 habitants en 2006.

## Histoire
De 1975 à 1998, le village appartenait administrativement à la voïvodie de Radom.